# Nowe Selo (Schepetiwka)
Nowe Selo (ukrainisch Нове Село; russisch Новое Село Nowoje Selo – deutsch etwa „Neues Dorf“) ist ein Dorf in der ukrainischen Oblast Chmelnyzkyj mit etwa 900 Einwohnern (2001).
Nowe Selo liegt an der Territorialstraße T–18–04 etwa 78 km nördlich vom Oblastzentrum Chmelnyzkyj und 26 km südlich vom ehemaligen Rajonzentrum Isjaslaw.
Am 12. Juni 2020 wurde das Dorf ein Teil der neugegründeten Landgemeinde Sachniwzi, bis dahin bildete es zusammen mit dem Dorf Swyrydy (Свириди) die gleichnamige Landratsgemeinde Nowe Selo (Новосільська сільська рада/Nowosilska silska rada) im Süden des Rajons Isjaslaw.
Am 17. Juli 2020 kam es im Zuge einer großen Rajonsreform zum Anschluss des Rajonsgebietes an den Rajon Schepetiwka.